# The Geeks
The Geeks (en coreano: 더 긱스) es un grupo surcoreano de hardcore punk formado en 1999 en Seúl siendo la primera banda del género punk del país. Debido a sus continuas giras por el territorio nacional son una de las bandas más conocidas de Corea del Sur.
El grupo está formado desde sus inicios por Seo Kiseok y Kang Junsung como vocalista y guitarrista respectivamente, ambos eran compañeros de instituto.

## Historia
Los miembros firmaron contrato con la discográfica Think Fast! Records y se asociaron con otras compañías como: Get Outta Town, Townhall y GMC Records. Cabe destacar que fue la primera banda musical coreana en actuar en una gira por Estados Unidos además de hacer una gira por Malasia y Singapur.
En 2013 actuaron en el South by Soutwest Festival. En el presente, todos sus componentes compaginan el trabajo con la vida laboral por lo que suelen dedicarle menos tiempo a la música.

### Reacciones de la crítica
El sitio web PunkNews.com se refirió al grupo como "el más popular de Corea del Sur en su género [hardcore]" y añadió que "debería ser lo primero que se le viene a alguien a la mente cuando piense en el hardcore asiático". El álbum publicado en 2007: Every Time We Fall recibió una nota de 7,5 de 10 y comentaron:

Al acabar la jornada, The Geeks con su álbum debut han hecho algo más que cualquier grupo novel. El trabajo es soberbio y las letras llegan al corazón. Si tienes suerte de verlos en directo, prepárate para gritar a pleno pulmón.

Otros medios comparan a la banda como el «Youth of Today de Asia».

## Miembros
- Seo Ki-seok (서기석): Vocalista
- Kang Jun-sung (강준성): Guitarra
- Jung Bong-kyu (정봉규): Bajo
- Choi Imyoung (최임영): Batería

## Discografía

### Álbumes
- [2006] Every Time We Fall (Get Outta Town Records)
- [2014] Still Not In This Alone (ThinkFast Records)

### Álbum Splits
- [2001] Together As One, Far East Hardcore Split (with In My Pain) (GMC Records)

### Sencillos y EP
- [2002] What's Inside (Think Fast! Records)
- [2010] Always Classics

### Compilaciones
- [2004] From The Start 1999-2004 (Kawaii Records, Townhall Records)
- [2003.07.05] We Are the Punx in Korea (#12 "Let It Fade & Live Free")
- [2008.09.16] No Future for You (#9 "이어지는 의지" [Will Lead])
- [2011.07.05] Them and Us ("Knowledge" (Operation Ivy cover), "One Spirit")